# Carl Eschmann-Dumur
Pour les articles homonymes, voir Dumur.
Carl Eschmann-Dumur, né le 6 juillet 1835 à Wädenswil et mort à Lausanne le 28 janvier 1913, est un musicien, pianiste, enseignant, compositeur et pédagogue vaudois.

## Biographie
Karl Eschmann-Dumur étudie le piano sous la férule de son propre cousin, Johann Karl Eschmann (1826-1882).
Très vite, Charles ou Carl Eschmann-Dumur, selon son prénom francisé, enseigne le piano au Conservatoire de musique de Genève. Il s'installe ensuite à Lausanne et, lorsque Gustave-Adolphe Koëlla fonde l'Institut de musique, futur Conservatoire, il en devient professeur de piano. Il y enseigne au moins jusqu'en 1904. Plusieurs de ses élèves ont eu une carrière de pianiste de renom, comme Jacques Ehrart (1857-1949), Juliette de Crousaz ou encore Jules Nicati, futur directeur du Conservatoire de Lausanne, ainsi que son propre neveu, le pianiste et chef d'orchestre de renommée internationale Rudolph Ganz.
Aux côtés du pianiste Charles Blanchet, du violoniste Frédéric Mouton et du violoncelliste Charles Schrivanek, il participe à l'essor du Conservatoire qui passe, en cinquante ans, de cinquante à cinq-cents élèves. Il lui arrive régulièrement de diriger l'orchestre du Conservatoire, comme en témoigne son neveu dans un entretien radio-diffusé. Carl Eschmann-Dumur insiste beaucoup sur la technique pianistique, sur la précision des doigtés, bien plus que sur l'interprétation elle-même. Il épouse une pianiste, elle-même professeur du Conservatoire de Lausanne et leur salon devient un lieu musical réputé où l'on entend Fritz Blumer, Ernest Schelling, Rodoph Ganz ou encore Emile-Robert Blanchet. Charles Eschmann-Dumur a publié plusieurs ouvrages pédagogiques : Rythme et Agilité, Exercices techniques pour le piano, chez Eulenburg à Leipzig, ainsi que le Guide du jeune pianiste, paru à Lausanne, chez Spiess, en 1884, réédité en 1888. Il a également édité les préludes et exercices de Clementi.

## Sources
- « Carl Eschmann-Dumur », sur la base de données des personnalités vaudoises sur la plateforme « Patrinum » de la Bibliothèque cantonale et universitaire de Lausanne.
- Refardt, Edgar, Historisch-Biographisches Musikerlexikon der Schweiz, Leipzig, Hug & Co, 1928, p. 75
- Burdet, Jacques, La musique dans le canton de Vaud, 1904-1939, Lausanne, Payot, 1983, p. 215, 220, 225, 399
- Scherrer, Antonin, Conservatoire de Lausanne 1861-2011, Gollion, Infolio, 2011, p. 57
- Jaton, Henri, "Rudolph Ganz fête son 90e anniversaire", Tribune de Lausanne, 1967/02/24, p. 2
- "La bibliothèque cantonale s'enrichit de 85 000 volumes", Feuille d'avis de Lausanne, 1967/01/31, p. 10
- "Trois nonagénaires fêtées ce week-end", Feuille d'avis de Lausanne, 1965/12/20, p. 13
- Jaton, Henri, "Les Concerts du Conservatoire", Tribune de Lausanne, 1961/10/27, p. 5.